# Pachyhynobius shangchengensis
Pachyhynobius shangchengensis is een salamander uit de familie Aziatische landsalamanders (Hynobiidae). De soort werd voor het eerst wetenschappelijk beschreven door Liang Fei, Wen-yuan Qu en Shu-hui Wu in 1983. Het is de enige soort uit het geslacht Pachyhynobius.

## Uiterlijke kenmerken
De kleur is grijsbruin tot grijs, met een lichtere onderzijde. De kop is rond en stomp, de ogen zijn klein en rond, de staart is sterk zijdelings afgeplat.

## Verspreiding en habitat
De salamander komt voor in Azië en leeft endemisch in China. De soort komt voor in het centrale deel van het land op een hoogte van 380 tot 1100 meter boven zeeniveau. De habitat bestaat uit langzaam stromende bergbeken, de larven ontwikkelen zich in het water. Het is een relatief onbekende soort die bekend is van minder dan tien locaties. Habitatvernietiging en -verandering hebben waarschijnlijk een negatieve invloed, maar het verzamelen van exemplaren voor menselijke consumptie is de belangrijkste bedreiging.